# Nikolaus Schneider
Nikolaus Schneider (Duisburg, Alemania, 3 de septiembre de 1947). Teólogo, pastor, obispo y actual Presidente del Consejo (Ratspräsident) desde 2010 de la Iglesia evangélica en Alemania.

## Obras
- editor: „… weil ich gehalten werde“. Johannes Rau – Politiker und Christ, Hänssler, Holzgerlingen 2006
- con Anne Schneider: Wenn das Leid, das wir tragen, den Weg uns weist. Leben und Glauben mit dem Tod eines geliebten Menschen, Neukirchener Verlagsgesellschaft, Neukirchen-Vluyn 2006, ISBN 978-3-7975-0138-7